# Cathedra serrata
För andra betydelser, se Cathedra.
Cathedra serrata är en insektsart som beskrevs av Fabricius 1781. Cathedra serrata ingår som enda art i släktet Cathedra och familjen lyktstritar. Inga underarter finns listade i Catalogue of Life.